# Posició de Trendelenburg

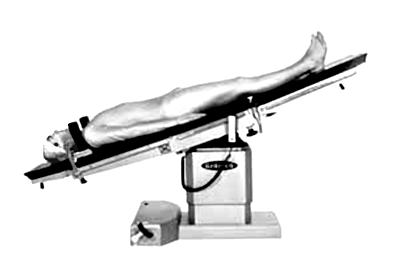
Posició de Trendelenburg

A la posició de Trendelenburg, el cos està en decúbit supí però sobre un pla inclinat de 15-30 graus amb els peus elevats per sobre del cap. De la mateixa manera, la posició inversa de Trendelenburg col·loca el cap per sobre dels peus en la mateixa inclinació.
La posició de Trendelenburg s'utilitza en cirurgia, especialment de l'abdomen i el sistema genitourinari. Permet un millor accés als òrgans pelvians ja que la gravetat allunya els òrgans intraabdominals de la pelvis. L'evidència no admet el seu ús en xoc hipovolèmic, amb la preocupació per els efectes negatius sobre els pulmons i el cervell.
La posició fou nomenada pel cirurgià alemany Friedrich Trendelenburg (1844–1924).